# Dendropsophus norandinus
Dendropsophus norandinus es una especie de anfibio anuro de la familia Hylidae.

## Distribución geográfica
Esta especie es endémica del departamento de Antioquia en Colombia. Se encuentra entre los 1420 y 1950 m sobre el nivel del mar.

## Publicación original
- Rivera-Correa & Gutiérrez-Cárdenas, 2012: A new highland species of treefrog of the Dendropsophus columbianus group (Anura: Hylidae) from the Andes of Colombia. Zootaxa, n.º 3486, p. 50-62.[4]